# Ranunculus pulsatillifolius
Ranunculus pulsatillifolius är en ranunkelväxtart som beskrevs av Litw.. Ranunculus pulsatillifolius ingår i släktet ranunkler, och familjen ranunkelväxter. Inga underarter finns listade i Catalogue of Life.